# 조도수도
조도수도(鳥島水道)는 전라남도 진도군 조도면 상조도와 하조도 사이에 있는 수도이다.

## 해양지명
- 제정 해양지명 : 조도수도[1]
- 대표위치(WGS-84) : 34°18´55.1˝N, 126°04´15.1˝E
- 범위 : 전남 진도군 조도면 상조도와 하조도 사이 길이 약 8 km, 폭 약 0.5-2.8 km 의 수도